# IC 4842
IC 4842 est une galaxie elliptique située dans la constellation du Paon. Sa vitesse par rapport au fond diffus cosmologique est de 3 993 ± 18 km/s, ce qui correspond à une distance de Hubble de 58,9 ± 4,1 Mpc (∼192 millions d'al). Cette galaxie a été découverte par l'astronome américain DeLisle Stewart en 1901.
À ce jour, six mesures non basées sur le décalage vers le rouge (redshift) donnent une distance égale à 49,857 ± 8,297 Mpc (∼163 millions d'al), ce qui est à l'intérieur des valeurs de la distance de Hubble. Notons que c'est avec la valeur moyenne des mesures indépendantes, lorsqu'elles existent, que la base de données NASA/IPAC calcule le diamètre d'une galaxie et qu'en conséquence le diamètre de IC 4842 pourrait être d'environ 45,8 kpc (∼149 000 al) si on utilisait la distance de Hubble pour le calculer.
Vue interactive d'IC 4842 dans Aladin Lite

## Groupe d'IC 4845
Selon A. M. Garcia NGC 6769 fait partie du groupe d'IC 4845. Ce groupe de galaxies renferme au moins 14 membres dont six du New General Catalogue et sept de l'Index Catalogue. Les autres galaxies du groupe sont NGC 6739, NGC 6746, NGC 6769, NGC 6770, NGC 6771, NGC 6782, IC 4827, IC 4828, IC 4831, IC 4838, IC 4845, IC 4866 et ESO 141-21.